# Унегощ
Унегощ (пол. Uniegoszcz, нім. Alt Bertelsdorf) — село в Польщі, у гміні Любань Любанського повіту Нижньосілезького воєводства.
Населення — 431 особа (2011).
У 1975-1998 роках село належало до Єленьогурського воєводства.

## Демографія
Демографічна структура станом на 31 березня 2011 року:
|          | Загалом | Допрацездатний вік | Працездатний вік | Постпрацездатний вік |
| -------- | ------- | ------------------ | ---------------- | -------------------- |
| Чоловіки | 206     | 45                 | 152              | 9                    |
| Жінки    | 225     | 54                 | 134              | 37                   |
| Разом    | 431     | 99                 | 286              | 46                   |